# Otto Sander
Otto Sander (Hannover, 30 de junho de 1941 – Berlim, 12 de setembro de 2013) foi um ator alemão.
Além de cinema, Sander também atuou em produções de televisão, teatro, e foi um atuante dublador. Sua participação em filme mais lembrada é Der Himmel über Berlin de 1993 (br: Asas do desejo; pt: As asas do desejo).

## Filmografia parcial
- 1979 - O Tambor
- 1981 - Das Boot
- 1987 - Der Himmel über Berlin
- 1993 - In weiter Ferne, so nah!
- 1996 - Gespräch mit dem Biest
- 2000 - Os Miseráveis (minissérie)